# El hijo del hombre perseguido por un ovni

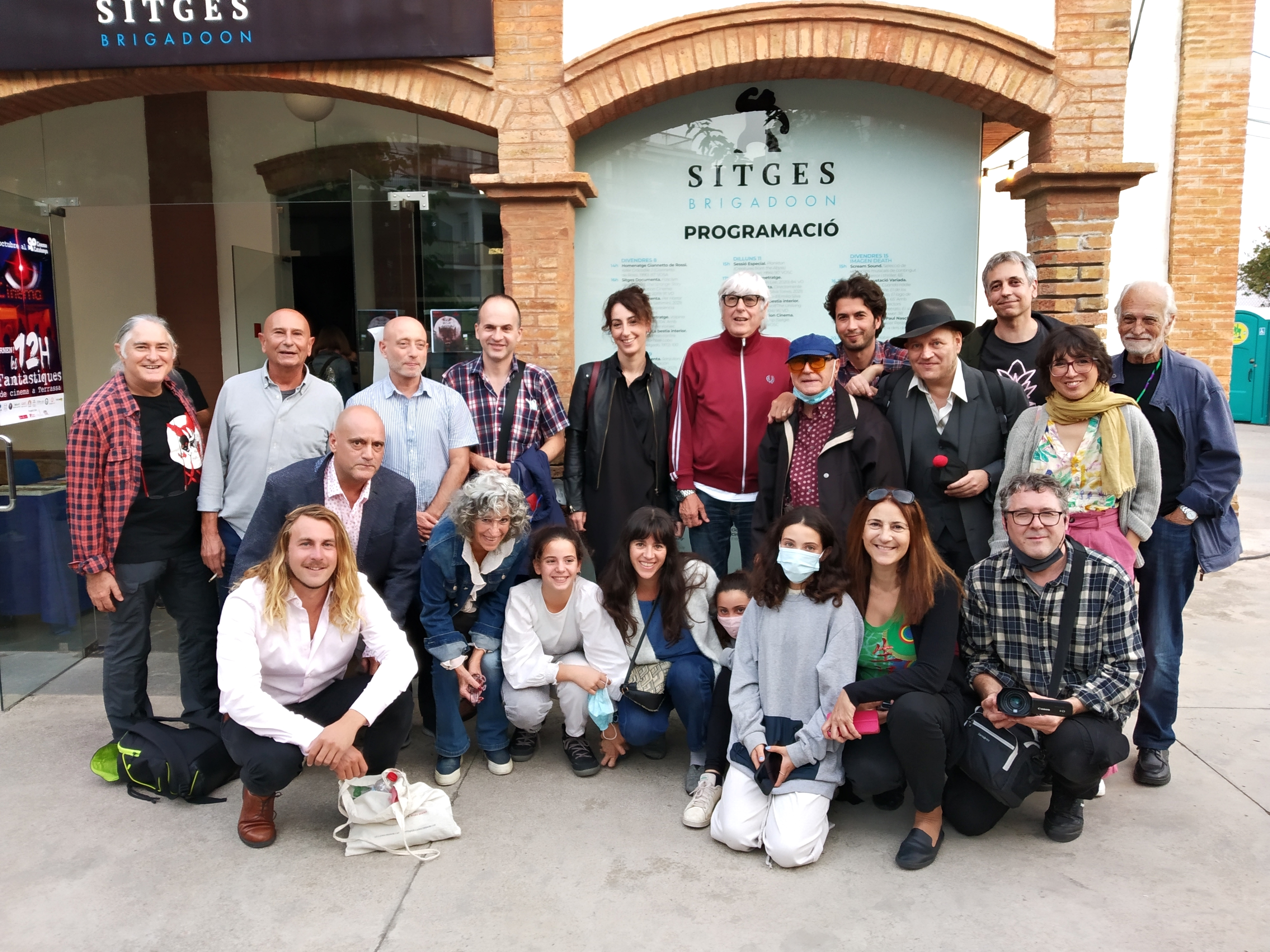
Presentación de la película "El hijo del hombre perseguido por un ovni" en el Festival de Cinema Sitges 2021.

El hijo del hombre perseguido por un ovni es una película española de 2020 dirigida por Juan Carlos Olaria y protagonizada por Toni Junyent, David Ayén, Ana Merchante y Jordi Guasch. 
Es la secuela de El hombre perseguido por un O.V.N.I. de 1976.

## Sinopsis
Dos periodistas (David Ayén y Ana Merchante) buscan a Andrés Oliver (Toni Junyent), el hijo del hombre perseguido por un ovni. Secuela de la célebre película de serie B estrenada en 1976.

## Reparto
- Toni Junyent como Andrés Oliver
- Jordi Guasch como Comisario
- Ana Merchante como Mujer periodista
- David Ayén como Hombre periodista
- Maribel Rovira como Tía de Andrés
- Jordi Ferrer como E.T. estilo Fantomas
- Robert Tomás como E.T. estilo Nosferatu
- Carles Mir como Extraterrestre 1
- José María Blanco como Presidente de España
- Rosi Erazo como Presidenta de Catalunya
- Vicente Higuera como Policía parking 1
- Joan Estrada como Técnico cuentra atrás
- Toni Rovira como Director del lanzamiento
- Delia Grapi como Madre
- Leia Perich como Niña 1
- Vega Perich como Niña 2
- Joy Perich como Niña 3
- Fabián López como Estatua Western
- Néstor Fernández como Policía de guardia 1
- Carlos Amurgo como Policía de guardia 2
- Marc Sala Castells como Andrés con mente activada
- Caterina Balcells como Reportera de TV
- Víctor Nubla como Meteorólogo
- José Ulloa como Militar
- Juan Carlos Olaria como E.T. técnico en mutantes
- Pere Koniec como Policía parking 2
- Toni Bautista como Policía en el campo
- Alberto Noriega como Policía recepcionista
- Angela Ots como Evelina, técnica en lanzamiento
- Quico López como Madrazo, técnico en lanzamiento
- Francisco Aguilar como Padre de las niñas
- Eva María Milara como Amiga de la familia
- Ángela Ulloa como Chica con teléfono móvil

## Producción
Juan Carlos Olaria terminó de escribir el guion en 2014. Es una secuela de la anterior película de 1976 en la que la trama narra como los extraterrestres, después de fracasar en su intento de llevarse a Alberto Oliver (Richard Kolin) a su planeta para hacer experimentos con él, vuelven a intentarlo con su hijo Andrés Oliver (Toni Junyent).

El guión se terminó de escribir en 2014 y se está rodando de manera artesanal. Como quedé muy descontento con la primera y hoy en día los ordenadores ofrecen tantas posibilidades, pensé que podía hacerla mejor. Lo de “El hijo de…” lo he copiado de las películas antiguas tipo El hijo del capitán Blood o El hijo de Robín de los bosques.
Juan Carlos Olaria, sobre el origen proyecto (2019)

El casting mezcla actores profesionales como José María Blanco, amigos del director, presentadores de televisión como Carles Mir o Toni Rovira y personas anónimas en las que se fijaba Olaria durante la producción.

He contado con otros como Carlos Mir o Toni Rovira. A Carlos Mir lo vi por la tele presentando películas en su programa del fin de semana. Y tal y como le vi, así pelado, pensé “Qué cara de extraterrestre”, así que lo llamé y pensé que me mandaría a paseo, pero me citó cerca del cine Girona, en un restaurante que hay, le expliqué lo que tenía y lo que quería hacer y, extrañamente, me dijo que sí. Y es que lo que me sorprendió de Carles Mir es que a él le importa un bledo lo que la gente piense de él por hacer de marciano en mi película. Acudió los días que le cité con una fidelidad, una puntualidad y una buena fe que el hombre me hizo todo lo que le pedí.
Juan Carlos Olaria, sobre el casting (2019)

A otro de los actores, Jordi Ferrer, lo conocí en la sauna del gimnasio. Estábamos todos medio en pelotas y yo lo estaba mirando todo el rato y a lo mejor pensó que quería ligar con él. No me atrevía a decírselo, porque además de que soy muy tímido, había un tipo hablando con él y si le pregunto si quiere hacer de extraterrestre en mi película… pero al final me atreví y se lo dije “¿Le puedo hacer una pregunta?” y el tío hace así… pero cuando le dije lo de hacer de extraterrestre se calmó. Y no solo eso, se portó fantásticamente también, dándose la casualidad de que es poeta, escritor, y le han dado un premio recientemente en el Centro Moral de Gracia.
Juan Carlos Olaria, sobre el casting (2019)

El rodaje duró entre 2015 y 2020 y se filmó en Barcelona, Tarragona, Garraf, Benicasim, Olesa de Montserrat y Tosa de Mar. En el reparto se encuentran apariciones de los directores de cine José Ulloa y Pere Koniec, el actor y agitador cultural Joan Estrada, el escritor y músico Víctor Nubla o los dibujantes Jordi Guash y Néstor F. 
La película empieza con una cita de las Profecías de Nostradamus.

...en aquellos días un gigantesco abejorro sobrevolaba la ciudad aguijoneando sin piedad a sus habitantes.
Profecías de Nostradamus 1503-1566

## Proyecciones
El 13 de octubre de 2021 se estrenó en la sala Brigadoon del Festival de Cine de Sitges.
El 17 de marzo de 2022 se proyectó como película sorpresa en X Festival de Cinema de Terror de Sabadell.
El 16 de septiembre de 2023, la película participó en B-Retina, el Festival de Cinema Sèrie B de Cornellà.